# Élections législatives fidjiennes de 2026
Des élections législatives doivent se tenir aux Fidji au plus tard en décembre 2026. Il s'agira d'élire pour un mandat de quatre ans l'ensemble des cinquante-cinq membres du Parlement, le corps législatif monocaméral.

## Contexte
Les élections de 2022 produisent une alternance au pouvoir, trois partis d'opposition formant ensemble un gouvernement de coalition : l'Alliance populaire (centre-droit attrape-tout), le Parti de la Fédération nationale (centre-gauche indo-fidjien) et le Sodelpa (droite autochtone ethno-nationaliste). Le parti Fidji d'abord, du gouvernement sortant, est contraint à la dissolution, laissant pour la législature 2022-2026 une opposition parlementaire sans étiquette.

## Système politique et électoral
Les Fidji sont une république parlementaire et une démocratie multipartite dotée d'un parlement monocaméral. Le Parlement des Fidji est composé de 55 sièges pourvus pour quatre ans au scrutin proportionnel plurinominal avec vote préférentiel et seuil électoral de 5 % dans une circonscription électorale unique couvrant l'ensemble du pays,.
Le scrutin se déroule sous la forme d'un unique vote préférentiel. Chaque électeur vote pour un seul candidat parmi ceux présentés par les partis en lice ou ceux se présentant sans étiquette, et chaque voix reçue par un candidat est également comptabilisée comme une voix pour le parti dont il est membre. Après décompte de l'ensemble des voix réunies par les partis et candidats indépendants en lice, les cinquante-cinq sièges à pourvoir sont répartis à la proportionnelle selon la méthode d'Hondt entre ceux ayant franchi le seuil électoral de 5 % du total des suffrages exprimés. Les sièges obtenus par chaque parti sont alors alloués à leurs candidats dans l'ordre du nombre de votes préférentiels obtenus par chaque candidat individuellement,.
Le droit de vote s'acquiert à l'âge de 18 ans, et voter n'est pas obligatoire. Le nombre de sièges du parlement est régulièrement ajusté pour suivre l'évolution démographique du pays. Il était ainsi de 50 en 2014, 51 en 2018, et 55 en 2022.
Après les élections, la nouvelle assemblée procède à l'élection du président du Parlement. En application de l'article 93 de la Constitution, si un parti dispose d'une majorité absolue des sièges au Parlement, le chef de ce parti devient Premier ministre, à condition d'avoir lui-même été élu député. Si aucun parti n'a de majorité claire, le Parlement procède à l'élection d'un Premier ministre parmi ses membres. En vertu du principe de gouvernement responsable, le Parlement peut démettre le Premier ministre de ses fonctions à tout moment.

## Partis politiques et candidats
L'Alliance populaire du Premier ministre Sitiveni Rabuka est née en 2021 d'une scission au sein du Sodelpa. Elle se présente comme « un parti progressiste » attaché tant à l'unité du pays dans sa diversité ethnique et culturelle qu'aux droits propres aux autochtones, et aux services publics de qualité (santé, éducation) ainsi qu'à une économie efficace.
À l'inverse, le Parti de la fédération nationale, dirigé par le député Biman Prasad, est le plus vieux parti politique du pays. Il représente historiquement les intérêts de la communauté rurale indo-fidjienne. Il tend toutefois également vers devenir un parti multi-ethnique, et deux de ses cinq députés durant la législature 2022-2026, Lenora Qereqeretabua et Pio Tikoduadua, sont autochtones. Il se présente lui aussi comme attaché à une amélioration des services de santé et d'éducation ainsi que du niveau de vie de tous les Fidjiens.
Le Parti libéral social-démocrate (Sodelpa), malgré son nom, est un parti conservateur chrétien et social-libéral rassemblant les nationalistes autochtones. Dans le cadre du gouvernement de coalition, il obtient le rétablissement du Grand Conseil des chefs comme instance conseillant le gouvernement en matière de politique autochtone, ainsi que l'ouverture d'une ambassade fidjienne à Jérusalem et un soutien sans faille des Fidji à Israël dans le cadre de la guerre de Gaza.
Parmi les partis ne disposant pas de représentant au Parlement sortant, le plus important historiquement est le Parti travailliste, social-démocrate et multi-ethnique. Principal parti de gauche des années 1980 aux années 2000, il a perdu l'essentiel de ses partisans au profit du parti Fidji d'abord, et ne recueille plus que 2,7 % des voix en 2022. Il est mené sans discontinuer depuis 1991 par Mahendra Chaudhry.
Partis représentés au Parlement
| Parti Nom en anglais | Parti Nom en anglais                                           | Idéologie                                                                       | Dirigeant       | Résultat en 2022            |
| -------------------- | -------------------------------------------------------------- | ------------------------------------------------------------------------------- | --------------- | --------------------------- |
|                      | Alliance populaire People's Alliance                           | Centre droit Conservatisme, libéralisme, attrape-tout                           | Sitiveni Rabuka | 35,82 % des voix 21 députés |
|                      | Parti de la fédération nationale National Federation Party     | Centre à centre gauche Social-démocratie, intérêts des Indo-Fidjiens            | Biman Prasad    | 8,89 % des voix 5 députés   |
|                      | Parti libéral social-démocrate Social Democratic Liberal Party | Droite Nationalisme ethnique, nationalisme chrétien, économie sociale de marché | Aseri Radrodro  | 5,14 % des voix 3 députés   |

## Résultats
à venir

## Formation du gouvernement
à venir

## Féférences
1. 1 2 3  « IPU PARLINE database: FIDJI (Parliament), Système électoral », sur Union interparlementaire (consulté le 2 octobre 2018).
2. 1 2  (en) « Parliament to have 55 seats », sur FijiTimes, 26 juin 2021 (consulté le 6 juillet 2021)
3. ↑  (sv) « Electoral system for national legislature - Fiji », sur www.idea.int (consulté le 19 février 2022).
4. ↑  (en) « Constitution des Fidji », sur fiji.gov.fj.
5. ↑  (en) "A brief introduction to us", Alliance populaire
6. ↑  (en) "Manifesto and policies", Parti de la fédération nationale
7. ↑  « Les îles Fidji, 7e pays à ouvrir une ambassade à Jérusalem », The Times of Israel, 19 février 2025